# Dominique Mbonyumutwa
Dominique Mbonyumutwa, född okänt år, död 26 juli 1986, var en politiker från Rwanda och landets förste president 28 januari-26 oktober 1961. Han tog över makten efter att landets siste kung Kigeri V och dennes regering störtats i en statskupp. Mbonyumutwas regering var dock endast tillfällig och styrde bara landet i väntan på att demokratiska val skulle hållas, vilket också skedde i oktober 1961 då Grégoire Kayibanda blev landets förste demokratiskt valda president.